# هوانغ هيون جين
هوانغ هيون جين (بالكورية: 황현진) (20 مارس 2000 -) مغني راب كوري جنوبي، وراقص،وعضو في فرقة ستراي كيدز ظهر لأول مره في برنامج الإقصاء الخاص بــ شركه jyp